# Delting (Civil Parish)

Lage von Delting auf den Shetlands

Delting ist eine historische Verwaltungseinheit (Civil Parish) auf den Shetlandinseln im Norden von Schottland. Vom Typ her handelt es sich um eine Gemeinde.
Das Gebiet des Civil Parishes liegt im Norden der Insel Mainland und umfasst auch die vorgelagerten Inseln Bigga, Fishholm, Brother Isle, Little Roe und Muckle Roe. Angrenzende Einheiten sind Northmaven im Nordwesten, Nesting im Osten, Tingwall im Süden und Sandsting im Südwesten.
Als Hauptorte gelten Brae, Mossbank und Voe. Unter den weiteren sind Brough, Burravoe, Busta, Busta, Calback, Collafirth, Garth, Hillside, Lower Voe, Mulla, Roesound, Scatsta, Tagon, Toft und Wethersta.
Aus dem Civil Parish ging Ende des 20. Jahrhunderts die Community Council Area Delting hervor.